# Star Media
Стар Медіа, англ. Star Media — один із лідерів з виробництва кіно- та телеконтенту, має власний виробничий комплекс, парк спеціального автотранспорту, базу різноманітного ігрового і постановочного реквізиту, костюмерні цехи, сучасне технічне обладнання.
З 2016 року ексклюзивним продавцем контенту компанії Star Media є міжнародний дистрибутор Movieland Productions Ltd, розташований на о. Кіпр.

## Загальна інформація
Кінокомпанія Стар Медіа — один із лідерів з виробництва кіно- та телеконтенту. Сьогодні доробок контенту налічує понад 7000 годин готового власного продукту, серед яких багато відомих глядачеві серіалів та фільмів — «Анна Герман», «Життя та пригоди Мішки Япончика», «Острів непотрібних людей», «Шулер», «Подорож до центру душі», «Менталіст», «Мата Харі», «Східні солодощі», «Специ», «А зорі тут тихі…», «Закохані жінки» та багато інших.
Щорічно компанія виробляє близько 600 годин прайм-тайм серіалів, десятки телевізійних фільмів, серіалів та повнометражне кіно.
На базі студії з виробництва 3D-анімації та графіки в партнерстві з «Babich Design» створюються унікальні формати історичних циклів і документальних драм, що складають конкуренцію найкращим західним освітнім і науково-популярним програмам.
Стар Медіа успішно розвиває закордонний напрям роботи. Вміст компанії продається в більш ніж 50 країн по всьому світові (країни Східної та Західної Європи, Близького Сходу, Китай, Японія, США, Ізраїль та ін.).
Нарівні з продажами вже готового вмісту, Стар Медіа має безпосередній досвід зйомок в багатьох країнах: Польща, Болгарія, Португалія, Куба, Хорватія, Туреччина, СНД, Таїланд, Китай та ін.
Стар Медіа вдало використовує сучасні форми комунікації з глядачем в середовищі нових медіа та активно зростає в сфері Digital. Канал має більше десятка «Золотих кнопок». Срібні кнопки отримали нішеві канали компанії.
Проєкти Стар Медіа отримали понад 250 міжнародних нагород і премій на всесвітньо відомих кінофестивалях, таких як Chicago International Film Festival, Monte-Carlo Television Festival, WorldFest-Houston Film Festival, Seoul International Drama Award, International TV Festival Bar, Avanca Film Festival, Sichuan TV Festival, «Телетріумф» та ін.
Стар Медіа підтримує освітній напрямок — створено кіношколу Star Media School, де професіонали ринку кіно-та телевиробництва навчають акторському, режисерському, операторському, сценарному та продюсерському мистецтву. Спільно з Київським національним університетом театру, кіно і телебачення імені Івана Карпенка-Карого розроблено систему преміальних стипендій, що надаються найкращим студентам.
24 лютого 2022 року компанія закрита у зв'язку з повномасштабної війни Росії проти України. Також не працює сайт.
22 червня 2025 року засновник та продюсер Влад Ряшин перебуває під санкціями РНБО України.

### Телеканали
Стар Медіа розвиває власне телемовлення: вже працюють супутникові телеканали:
- Star Cinema — праймові серіали та фільми.
- Star Family — канал для всієї родини, припинив мовлення на території України[2].
- Bolt — канал для справжніх чоловіків.